# Zatrephes mossi
Zatrephes mossi là một loài bướm đêm thuộc phân họ Arctiinae, họ Erebidae.